# Clavulansäure
Clavulansäure ist ein von Streptomyces clavuligerus produzierter Wirkstoff, der einige von Bakterien gebildete β-Lactamasen (aus der Gruppe der Enzyme) hemmt.
Durch die Enzymhemmung wird das antibakterielle Wirkungsspektrum von β-Lactam-Antibiotika wie Penicillinen (vor allem Amoxicillin) und Cephalosporinen gegenüber Keimen erweitert, die β-Lactam-Antibiotika durch enzymatischen Abbau unwirksam machen würden. Sie ist – historisch – der erste Vertreter der β-Lactamase-Inhibitoren. Sie wurde (als Kombinationspräparat mit Amoxicillin) 1981 für die orale und 1984 für die intravenöse Verabreichung im Markt eingeführt.

## Verwendung
Clavulansäure selbst besitzt, außer in gewissem Maße gegen Acinetobacter spp., keine klinisch bedeutsame antibakterielle Wirkung und wird daher nie allein, sondern immer in Kombination mit Amoxicillin in der Therapie von Infektionen
- der oberen und unteren Atemwege,
- des Urogenitaltraktes,
- der Haut- und Weichteile und
- der Knochen (Osteomyelitis) im Zahn- und Kieferbereich

eingesetzt. Verwendet wird das Kaliumsalz der Clavulansäure. Kombinationsarzneimittel gibt es hauptsächlich in Form von Tabletten und Trockensäften, aber auch als Infusionszubereitung. Das Mengenverhältnis Amoxicillin zu Clavulansäure deckt ein Spektrum von 2:1, 4:1, 7:1, 8:1, 14:1 und 16:1 für die orale und 5:1 und 10:1 für die parenterale Gabe bei Erwachsenen und Kindern ab.

## Pharmakologie

### Pharmakokinetik
Clavulansäure wird nach oraler Gabe rasch vom Körper aufgenommen (resorbiert). In die Gehirnflüssigkeit (Liquor cerebrospinalis) gelangt sie kaum. Clavulansäure wird teilweise in der Leber metabolisiert und überwiegend unverändert im Urin ausgeschieden. Daneben wird sie auch über nicht-renale Mechanismen ausgeschieden (Stuhl, Abatmung als Kohlendioxid). Die Plasmahalbwertszeit beträgt bei normaler Nierenfunktion etwa eine Stunde.

### Pharmakodynamik
Clavulansäure schützt Amoxicillin vor dem Abbau durch die meisten β-Lactamasen von Staphylokokken.
Ferner inhibiert sie einige plasmidkodierte β-Lactamasen sowie bestimmte chromosomalkodierte β-Lactamasen von Gram-negativen Bakterien. Diese β-Lactamasen kommen z. B. bei Escherichia coli, Klebsiellen, Proteus mirabilis und Haemophilus influenzae vor.
Die Enzymhemmung erfolgt durch kovalente Bindung.

### Nebenwirkungen
Nebenwirkungen der Amoxicillin-Clavulansäure-Kombination können häufig in Form von Übelkeit, Erbrechen und Durchfall sowie (bei älteren Patienten oder längerer Behandlungsdauer) Cholestase auftreten (Sehr selten ist ein, auch Wochen nach der Therapie noch möglicher, cholestatischer Ikterus). Gelegentlich treten Kopfschmerzen, Schwindel, Enantheme der Mundschleimhaut und Exantheme auf, aber auch ernsthaftere Nebenwirkungen wie Krampfanfälle oder Leberschäden (Leberfunktionsstörungen mit Anstieg der Leberenzymwerte, selten Hepatitis), Anämie oder sehr selten eine interstitielle Nierenentzündung (Nephritis). Sehr selten kann es auch zur Verlängerung der Blutungszeit und der Prothrombinzeit kommen sowie zu allergischen Reaktionen (Kontraindikation Penicillinallergie) und zu einer pseudomembranösen Kolitis.
In der Schwangerschaft kann die Einnahme von Clavulansäure in Verbindung mit dem Antibiotikum Amoxicillin zu einem erhöhten Risiko für nekrotisierende Enterokolitis beim Neugeborenen führen. Bei gleichzeitiger Nahrungsaufnahme sind Medikamente mit Amoxicillin/Clavulansäure besser verträglich.

## Chemie
Chemisch stellt die Clavulansäure ein Strukturanalogon der Penicillansäure dar. Salze der Säure nennen sich Clavulanate. Kaliumclavulanat beispielsweise ist explosiv und wird durch Beimischungen mit mikrokristalliner Cellulose (Verhältnis 1:1 oder 7:3) stabilisiert. Nachdem die Clavulansäure fermentativ – wobei sich die Streptomyces clavuligerus Variante ATCC 27064 etabliert habe – gewonnen wird, ist die Isolation nicht trivial. Eine effiziente Methode hierzu wurde 2009 von Hirata et al. vorgestellt. Diese konnte den Aufarbeitungsprozess durch die Nutzung von Kalium-2-ethylhexanoat als Fällungsmittel und von Ethylacetat als Extraktionsmittel verbessern. Nachdem die freie Clavulansäure aus dem Ferment extrahiert wird, tropft man eine Kalium-2-ethylhexanoat-Lösung langsam unter Rühren zu. Dabei vertreibt die Clavulansäure die 2-Ethylhexansäure aus ihrem Salz und fällt dabei selbst in ihrer stabileren Form des Kaliumsalzes aus. Die Autoren fanden, dass bei einer Konzentration der freien Clavulansäure im Ethylacetat von 15 mg/mL und einer Kalium-2-ethylhexanoat-Konzentration in der zugetropften Lösung von 0,3 mol/L die Ausbeute und Reinheit des gewonnenen Kaliumsalzes am höchsten ist. Nach der Fällung reichte es aus, den Feststoff noch mit Aceton und Isopropanol zu waschen, um die nötige Reinheit zu erreichen. Ein weiterer Vorteil dieser Methode ist, dass kein Lösungsmittel-Verdampfungsschritt mehr nötig ist, wodurch Energie und Zeit gespart werden kann. Außerdem liegt die Clavulansäure zu keinem Zeitpunkt in freier, isolierter Form vor, was dem Zerfall durch deren geringe Stabilität vorbeugt und somit höhere Ausbeuten begünstigt.